# Вулиця Зигзаг
Вулиця Зигзаг — вулиця у Франківському районі міста Львова, місцевість Богданівка. Сполучає вулиці Уляни Кравченко та Кондукторську.

## Історія та забудова
На початку XX століття вулиця була відома під назвою Церковна бічна, проте не пізніше 1931 року отримала назву Дзялова. Сучасна назва походить з 1933 року, ймовірно, пов'язана із особливостями траєкторії вулиці: приблизно посередині траси вулиця робить два круті повороти. Під час німецької окупації, у 1943-1944 роках, мала назву Цікцакґассе.
Забудована двоповерховими конструктивістськими будинками 1930-х років та будинками барачного типу 1950-х років.